# 室女座108
室女座108，又名BD+01 2972，HD 129956、SAO 120642、HR 5501，是室女座的一颗恒星，视星等为5.69，位于銀經353.72，銀緯51.97，其B1900.0坐标为赤經14h 40m 24.5s，赤緯+1° 51.97′ 22″。